# Neoterebra frigata
Neoterebra frigata é uma espécie de gastrópode do gênero Neoterebra, pertencente a família Terebridae.